# ماركو تاجبايومي
ماركو تاجبايومي (بالإنجليزية: Marco Tagbajumi)‏ (1 يوليو 1988 ببورت هاركورت في نيجيريا - ) هو لاعب كرة قدم نيجيري و يحمل الجنسية الإيطالية يلعب في مركز الهجوم.

## روابط خارجية
- ماركو تاجبايومي على موقع قاعدة بيانات كرة القدم.إي يو (الإنجليزية)
- ماركو تاجبايومي على موقع Soccerway.com (الإنجليزية)